# アームストロング・カレッジ (カリフォルニア州)
アームストロング・カレッジ (Armstrong College) は、旧称をカリフォルニア・スクール・フォー・プライベート・セクレタリーズ (California School for Private Secretaries) といい、アームストロング・ビジネス・カレッジ (Armstrong Business College) という名称でも知られていた、70年以上存続したものの既に廃校となった高等教育機関であり、その建物は歴史的建造物としてカリフォルニア州バークレーに残されている。かつての校舎は、2210 Harold Way にあり、1994年9月6日に市当局からバークレー・ランドマーク (no. 187) に指定されている。

## 歴史
このカレッジは、1918年に、カリフォルニア大学のJ・エヴァン・アームストロング (J. Evan Armstrong) によって創設され、アームストロングは学長も務めた。当初の場所は、Shattuck Avenue に面した小さな建物であった。1923年、学校の名はアームストロング・カレッジと改められ、校地も移転した。2番目の校地に1923年に竣工した新校舎は、ウォルター・ラトクリフの設計によるものであった。
建物には学校の歴史を記念する銘板が設けられている。卒業生には、ジョビー・マルセロやアニー・ウーらがいる。

### 閉校後
およそ10年ほどの間、この建物はカリフォルニア大学バークレー校のトレーニング施設として使われた。その後、2009年にチベット仏教ニンマ派の瞑想センター (Tibetan Nyingma Meditation Center) がこの建物を取得し、ダーマ・カレッジ (Dharma College) と改称した。